# Vanilleae
De Vanilleae vormen een tribus (geslachtengroep) van de Vanilloideae, een onderfamilie van de orchideeënfamilie (Orchidaceae)
De tribus omvat drie subtribi met in totaal 10 geslachten.
Vanilleae zijn grote planten gekenmerkt door een tot liaan verlengde succulente stengel en een bloemlip zonder spoor.
De tribus heeft een pantropische verspreiding, ze zijn zowel te vinden in tropisch Midden- en Zuid-Amerika, Azië, Afrika en Australië.

## Taxonomie
- Subtribus: Galeolinae
  - Geslachten:
    - Cyrtosia
    - Erythrorchis
    - Galeola
    - Pseudovanilla
- Subtribus: Lecanorchidinae
  - Geslacht:
    - Lecanorchis
- Subtribus: Vanillinae
  - Geslachten:
    - Clematepistephium
    - Dictyophyllaria
    - Epistephium
    - Eriaxis
    - Vanilla